# الطريق الجديد

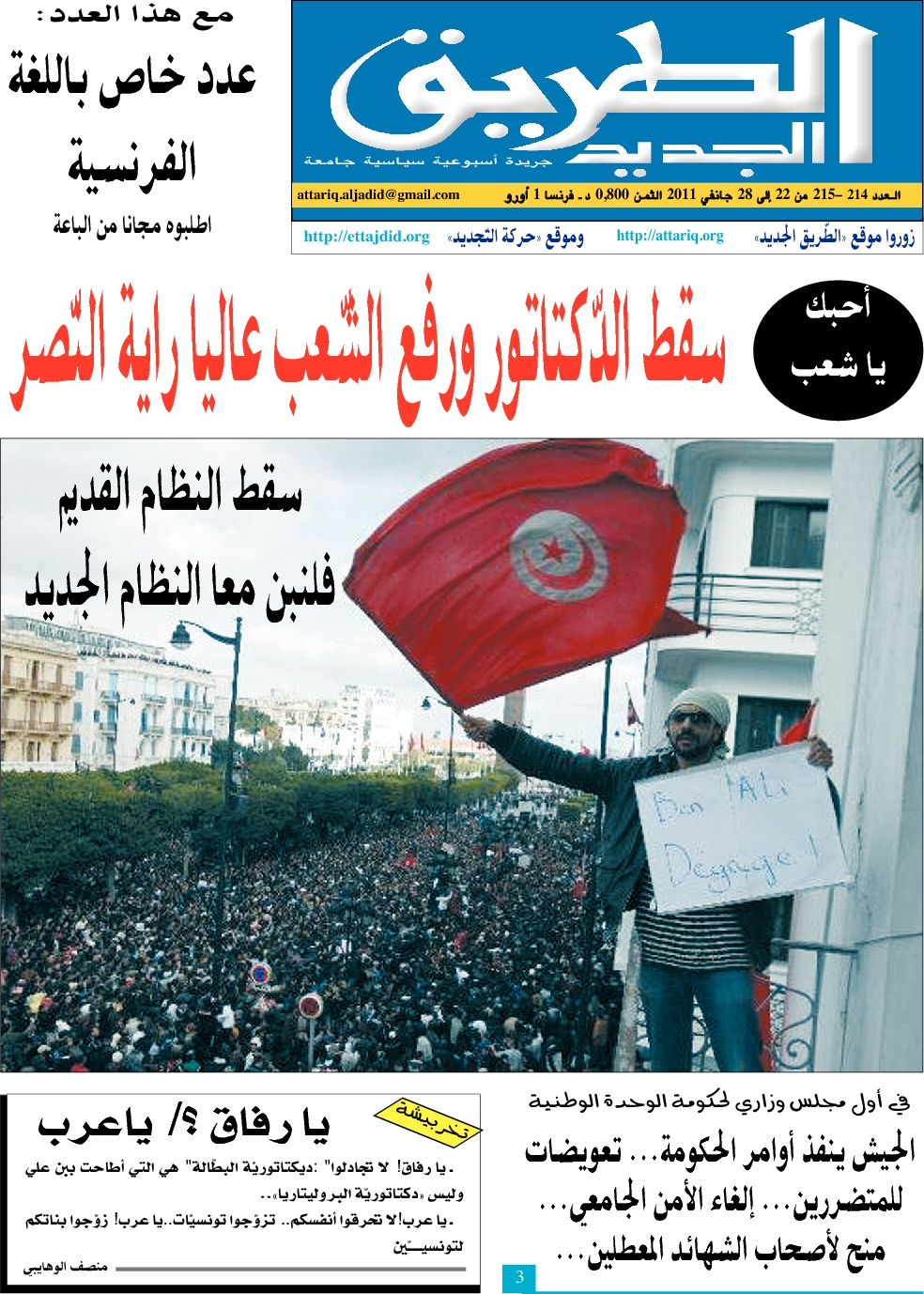
الصفحة الأولى من مجلة الطريق الجديد في العدد الأول بعد الثورة التونسية

الطريق الجديد هي الصحيفة التي أصدرها الشيوعيون التونسيون بعد السماح لهم بالعودة إلى النشاط في جويلية/تموز 1981. وقد صدر عددها الأول بتاريخ 3 أكتوبر/تشرين الأول 1981. ثم أصبحت لسان حال حركة التجديد وهي التسمية الجديدة التي اتخذها الحزب الشيوعي التونسي منذ أفريل/نيسان 1993.
- تولى إدارتها محمد حرمل، وترأس تحريرها عبد الحميد بن مصطفى، ويديرها حاليا أحمد إبراهيم[ ؟ ] وعادل الشاوش كرئيس تحرير.
- صدرت في البداية كصحيفة أسبوعية، ثم أصبحت عام 1992 مجلة فكرية ثقافية سياسية قبل أن تعود إلى الصدور في ثوب جريدة أسبوعية سنة 2007.
- تصدر «الطريق الجديد» صبيحة كل يوم سبت
- تعطلت عدة مرات خلال الثمانينات، أولاها بين أكتوبر 1983 وأفريل/نيسان 1984. وصدر منها حتى جوان/حزيران 1988: 247 عددا.
- تعرضت في العديد من المرات إلى المصادرة من طرف السلطات الحكومية، من بينها ما حصل في فترة الانتخابات الرئاسية والتشريعية سنة 2009 [1][2]، كما تعرض مدير الصحيفة إلى عملية استجواب على اثر مقال بـ«الطريق الجديد» بتهمة «نشر أخبار زائفة»[3]

## وصلات خارجية
- الطريق الجديد